# Alejandro Echavarría
Alejandro Echavarría Isaza (Barbosa, 1859-Medellín, 1928) fue un industrial colombiano que fundó Coltejer.  
Sus padres eran Rudesindo Echavarría Muñoz y Rosa Isaza Pérez. 
Estudió carpintería en la Escuela de Artes y Oficios de Medellín, desde donde salió a trabajar en la empresa de su familia Rudesindo Echavarría e Hijos.
Contrajo matrimonio en 1882 con Ana Josefina Misas Euse. Entre sus 10 hijos se destacan Gabriel, Guillermo, Diego y Carlos J. Echavarría Misas.  

## Fundaciones
- Compañía Colombiana de Tejidos S.A “ COLTEJER”, primera empresa textil colombiana
- Fundó la primera empresa de luz eléctrica que existió en Medellín
- Fundó el Hospital Universitario San Vicente de Paúl de Medellín.
- Fundo el Hospital San Vicente de Paúl de Barbosa.
- Junto con su hijo Guillermo Echavarría Misas y con Gonzalo Mejía, fundó la Compañía Colombiana de Navegación Aérea, primera en su género en América.
- Cofundador del Banco Alemán Antioqueño, sucesivamente llamado después Banco Comercial Antioqueño y hoy Banco Santander.

·Barrio Alejandro Echavarría

## Algunas condecoraciones
- Medalla del Civismo, 1919, de la Sociedad de Mejoras Públicas
- En 1999 es condecorado como el Antioqueño del Siglo XX en el área de industrial antiguo.